# Verwaltungsgerichtsbarkeit (Schweiz)
Die Verwaltungsgerichtsbarkeit übt in der Schweiz die richterliche Kontrolle hoheitlicher Akte aus. In allen Kantonen – teils als eigenes Gericht, teils als Abteilung des Ober- oder Kantonsgerichts – und auf Bundesebene sind Verwaltungsgerichte eingerichtet. Das Verwaltungsgericht des Bundes ist das Bundesverwaltungsgericht in St. Gallen. Die Kantone kennen neben dem eigentlichen Verwaltungsgericht auch Spezialgerichte wie das Baurekursgericht (bzw. die Baurekurskommission) oder das Steuerrekursgericht (bzw. die Steuerrekurskommission).
Der Verwaltungsgerichtsbarkeit unterliegen typischerweise Verfügungen staatlicher Behörden. Nach Massgabe der jeweiligen kantonalen bzw. Bundesgesetze können auch andere Hoheitsakte wie Erlasse (Gesetze oder Verordnungen) oder Realakte verwaltungsgerichtlich überprüft werden. Bisweilen ist die Anrufung eines Verwaltungsgerichts erst nach dem Durchlaufen eines verwaltungsinternen, nicht richterlichen Beschwerdeverfahrens möglich.
Die meisten Urteile der Verwaltungsgerichte können mit Beschwerde in öffentlich-rechtlichen Angelegenheiten oder mit Verfassungsbeschwerde beim Bundesgericht angefochten werden. In einigen Kantonen besteht eine weitere kantonale Rechtsmittelinstanz in der Form eines Verfassungs- oder (bis Ende 2010) Kassationsgerichts.

## Historische Entwicklung
In der Schweiz werden zwei Phasen in der Entwicklung der Verwaltungsgerichtsbarkeit unterschieden. In einer ersten, in Bund und Kantonen weitgehend (siehe etwa Art. 72 VwVG) abgeschlossenen Phase verlagerte sich die Rechtsmittelzuständigkeit in letzter Instanz von den Regierungen auf die Justiz. In den 1890er kam der Anstoss für eine Verwaltungsgerichtsbarkeit gegenüber Akten des Bundes aus der Rechtswissenschaft. Die Phase endete mit der Justizreform 2007. Diese Entwicklung bedeutete eine erhebliche Stärkung des Rechtsstaats, weil unabhängige Gerichte entschieden, ob ein Verwaltungsakt rechtswidrig ist, und nicht einfach eine höhere Instanz innerhalb der Verwaltung.
In einer zweiten Phase begann sich auf unterer Ebene eine analoge Verlagerung zu beobachten, indem die erstinstanzliche verwaltungsinterne Rechtspflege durch Verwaltungsgerichte ersetzt wurde. Anfang der 1990er-Jahre wurden etwa 30 verwaltungsexterne Rekurskommissionen gegründet, die 2007 fast alle im Bundesverwaltungsgericht zusammengefasst wurden. In den Kantonen hat diese zweite Phase noch nicht richtig eingesetzt.
Die Justizreform von 2007 stärkte die Verwaltungsgerichtsbarkeit mit der Einführung einer allgemeinen Rechtsweggarantie (Art. 29a BV) erheblich. Sie geht über jene des Art. 6 Abs. 1 EMRK hinaus, weil sie sich flächendeckend auf alle Rechtsgebiete (und nicht nur Zivil- und Strafrecht) erstreckt. Art. 29a BV bezieht sich auf individuell-konkrete Hoheitsakte (Verfügungen wie Gerichtsurteile) und Realakte. Verordnungen und Gesetze sind nicht erfasst; Art. 29a BV schreibt keine abstrakte Normenkontrolle vor.